# Technologic
Technologic – piosenka francuskiego duetu Daft Punk z albumu Human After All. Została wydana jako drugi singel 14 czerwca 2005. Teledysk do "Technologic" został wyreżyserowany przez Daft Punk.

## Lista utworów
- CD 1 VSCDT1900

1. "Technologic" (Radio Edit)
2. "Technologic" (Basement Jaxx Kontrol Mixx)

- CD 2 VSCDX1900

1. "Technologic"
2. "Technologic" (Vitalic Remix)
3. "Technologic" (Peaches No Logic Remix)
4. "Technologic" (Video)

- 12" VST1900

1. "Technologic"
2. "Technologic" (Peaches No Logic Remix)
3. "Technologic" (Vitalic Remix)
4. "Technologic" (Basement Jaxx Kontrol Mixx)

## Pozycje na listach
| Lista (2005/2008/2010)           | Najwyższa pozycja |
| -------------------------------- | ----------------- |
| Belgian Singles Chart (Wallonia) | 15                |
| Swedish Singles Chart            | 29                |
| Swiss Singles Chart              | 63                |